# Natação nos Jogos Olímpicos de Verão de 1988 - 800 m livre feminino
A competição dos 800 metros livre feminino da natação nos Jogos Olímpicos de Verão de 1988 foi disputada nos dias 20 e 21 de setembro no  Jamsil Indoor Swimming Pool em Seul, Coreia do Sul.

## Medalhistas
| Ouro   | USA Janet Evans    |
| Prata  | GDR Astrid Strauss |
| Bronze | AUS Julie McDonald |

## Recordes
Antes desta competição, os recordes mundiais e olímpicos da prova eram os seguintes:
| Tipo | Atleta            | Tempo   | Local                       | Data                |
| ---- | ----------------- | ------- | --------------------------- | ------------------- |
|      | Janet Evans (USA) | 8:17.12 | Orlando, Estados Unidos     | 22 de março de 1988 |
|      | USA Tiffany Cohen | 8:24.96 | Los Angeles, Estados Unidos | 3 de agosto de 1984 |

Os seguintes recordes mundiais ou olímpicos foram estabelecidos durante esta competição:
| Data           | Evento  | Atleta          | Tempo   | Notas            |
| -------------- | ------- | --------------- | ------- | ---------------- |
| 24 de setembro | Final A | USA Janet Evans | 8:20.20 | Recorde olímpico |

## Resultados

### Eliminatórias
Regra: As oito nadadoras mais rápidas avançam à final A (Q).
| Pos. | Raia | Nadador                | CON                    | Tempo   | Notas |
| ---- | ---- | ---------------------- | ---------------------- | ------- | ----- |
| 1    | 3    | Astrid Strauss         | GDR Alemanha Oriental  | 8:28.07 | Q     |
| 2    | 3    | Janet Evans            | USA Estados Unidos     | 8:28.13 | Q     |
| 3    | 4    | Julie McDonald         | AUS Austrália          | 8:29.68 | Q     |
| 4    | 4    | Anke Möhring           | GDR Alemanha Oriental  | 8:30.95 | Q     |
| 5    | 2    | Tami Bruce             | USA Estados Unidos     | 8:31.57 | Q     |
| 6    | 2    | Janelle Elford         | AUS Austrália          | 8:32.14 | Q     |
| 7    | 4    | Isabelle Arnould       | BEL Bélgica            | 8:34.56 | Q     |
| 8    | 2    | Antoaneta Strumenlieva | BUL Bulgária           | 8:35.40 | Q     |
| 9    | 3    | Debby Wurzburger       | CAN Canadá             | 8:36.24 |       |
| 10   | 4    | Irene Dalby            | NOR Noruega            | 8:38.33 |       |
| 11   | 4    | Tomomi Hosoda          | JPN Japão              | 8:39.55 |       |
| 12   | 2    | Manuela Melchiorri     | ITA Itália             | 8:40.63 |       |
| 13   | 2    | Karyn Faure            | FRA França             | 8:41.64 |       |
| 14   | 3    | Stephanie Ortwig       | FRG Alemanha Ocidental | 8:41.95 |       |
| 15   | 4    | Natalia Trefilova      | URS União Soviética    | 8:43.19 |       |
| 16   | 3    | Karen Mellor           | GBR Grã-Bretanha       | 8:44.64 |       |
| 17   | 2    | Alexandra Russ         | FRG Alemanha Ocidental | 8:49.31 |       |
| 18   | 4    | Pernille Jensen        | DEN Dinamarca          | 8:50.82 |       |
| 19   | 4    | Nurul Huda Abdullah    | MAS Malásia            | 8:50.84 |       |
| 20   | 3    | Christelle Janssens    | BEL Bélgica            | 8:51.22 |       |
| 21   | 1    | Patrícia Amorim        | BRA Brasil             | 8:51.95 |       |
| 22   | 2    | Eva Mortensen          | DEN Dinamarca          | 8:53.67 |       |
| 23   | 3    | Judit Csabai           | HUN Hungria            | 8:56.37 |       |
| 24   | 2    | Cécile Prunier         | FRA França             | 8:57.22 |       |
| 25   | 1    | Tracey Atkin           | GBR Grã-Bretanha       | 9:00.04 |       |
| 26   | 4    | Yan Ming               | CHN China              | 9:00.81 |       |
| 27   | 1    | Rita Jean Garay        | PUR Porto Rico         | 9:04.62 |       |

### Final
| Pos.              | Raia | Nadador                | CON                   | Tempo   | Notas              |
| ----------------- | ---- | ---------------------- | --------------------- | ------- | ------------------ |
| Medalha de ouro   | 5    | Janet Evans            | USA Estados Unidos    | 8:20.20 | Recorde olímpico   |
| Medalha de prata  | 4    | Astrid Strauss         | GDR Alemanha Oriental | 8:22.09 |                    |
| Medalha de bronze | 3    | Julie McDonald         | AUS Austrália         | 8:22.93 | Recorde da Oceania |
| 4                 | 6    | Anke Möhring           | GDR Alemanha Oriental | 8:23.09 |                    |
| 5                 | 2    | Tami Bruce             | USA Estados Unidos    | 8:30.86 |                    |
| 6                 | 7    | Janelle Elford         | AUS Austrália         | 8:30.94 |                    |
| 7                 | 1    | Isabelle Arnould       | BEL Bélgica           | 8:37.47 |                    |
| 8                 | 8    | Antoaneta Strumenlieva | BUL Bulgária          | 8:41.05 |                    |